# Dominikia uncinata
Dominikia uncinata là một loài bọ cánh cứng trong họ Bostrichidae. Loài này được Germar miêu tả khoa học năm 1824.